# 미사토역 (미에현)
미사토역(일본어: 三里駅)은 일본 미에현 이나베시에 위치한 산기 철도 산기선의 철도역이다. 단선 승강장 1면 1선의 구조를 갖춘 지상역이다.

## 이용 현황
| 연도 | 1일 평균 승하차 인원 |
| ---- | -------------------- |
| 1997 | 184                  |
| 1998 | 190                  |
| 1999 | 200                  |
| 2000 | 203                  |
| 2001 | 254                  |
| 2002 | 281                  |
| 2003 | 327                  |
| 2004 | 355                  |
| 2005 | 375                  |
| 2006 | 363                  |
| 2007 | 353                  |
| 2008 | 339                  |
| 2009 | 303                  |
| 2010 | 306                  |
| 2011 | 313                  |
| 2012 | 334                  |
| 2013 | 345                  |
| 2014 | 345                  |
| 2015 | 357                  |
| 2016 | 355                  |

## 역 주변
- 이나베 시립 미사토 소학교
- 도카이 환상 자동차도 다이안 나들목
- 국도 제365호선
- 국도 제421호선

## 역사
- 1931년 7월 23일 : 미사토역으로서 개업.
- 1968년 6월 1일 : 우가케이구치역(宇賀渓口駅)으로 개칭.
- 1986년 3월 25일 : 다시 미사토역으로 개칭.
- 2012년 11월 8일 : 구내에서 탈선 사고가 발생.

## 화랑

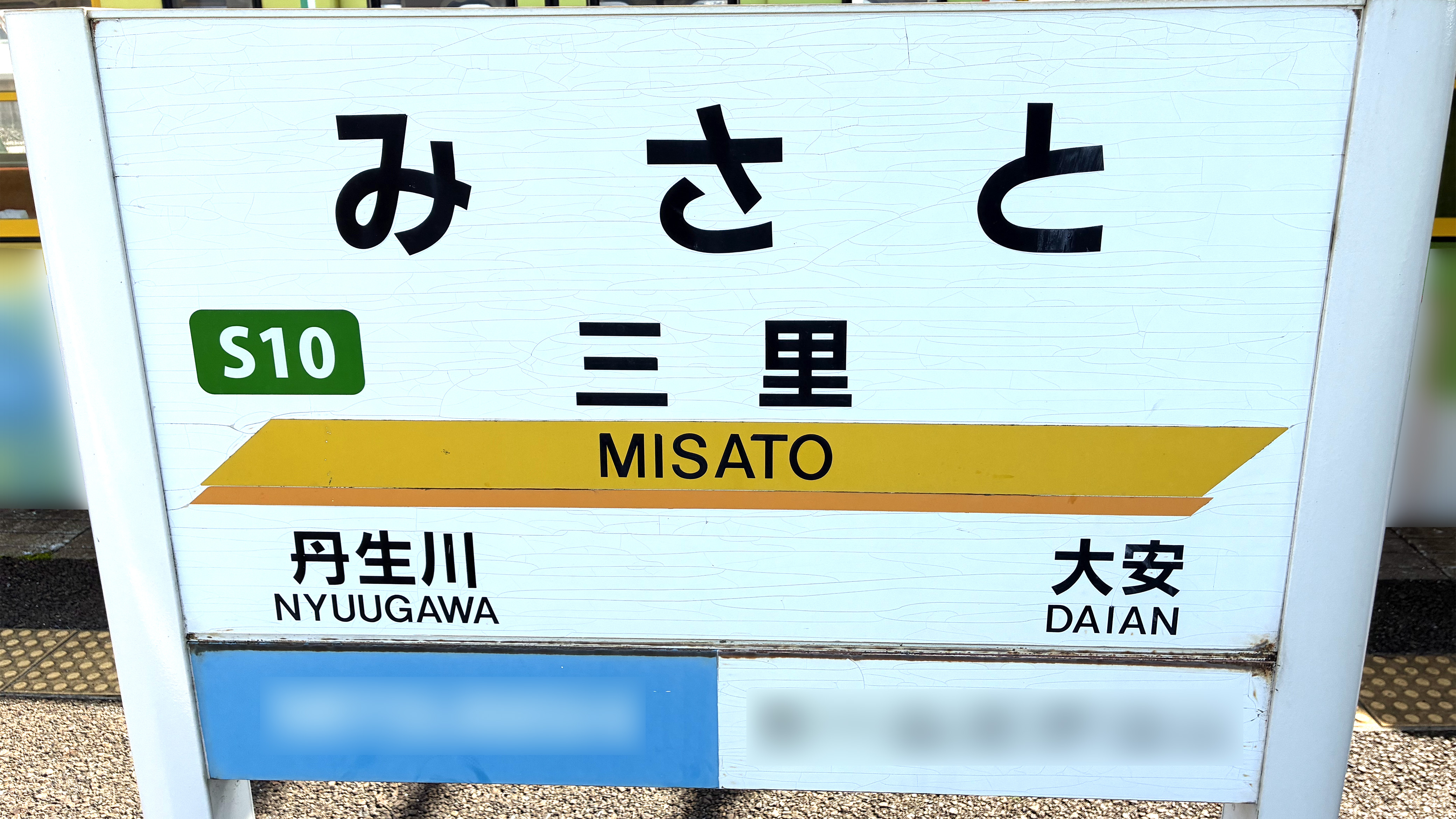
역명판(2025년 4월 17일)

## 인접 역
| 산기 철도 산기선             | 산기 철도 산기선 | 산기 철도 산기선             |
| ---------------------------- | ---------------- | ---------------------------- |
| S09 다이안 긴테츠토미다 방면 | ■ 산기선         | 뉴가와 S11 니시후지와라 방면 |